# Rhaphiomidas hoguei
Rhaphiomidas hoguei är en tvåvingeart som beskrevs av Rogers 1993. Rhaphiomidas hoguei ingår i släktet Rhaphiomidas och familjen Mydidae.
Artens utbredningsområde är Texas. Inga underarter finns listade i Catalogue of Life.